# FIFA Football 2004
FIFA Football 2004 je nogometna videoigra iz serijala FIFA. Proizvođač je EA Canada, a izdavač Electronic Arts. Igra je za Game Boy Advance i PC (Microsoft Windows) izašla u studenom 2003. godine, za N-gage je izašla u 24. prosinca 2003. i 14. siječnja 2004., a za Mobitel 13. kolovoza 2004. godine.

## Licence

### Lige
FIFA Football 2004 sadrži 26 licenciranih nogometnih liga:
- T-Mobile Bundesliga
- Jupiler League
- Brasileiro
- SAS Superligaen
- FA Premier Liga
- English Division 1
- English Division 2
- English Division 3
- Bundesliga
- 2. Bundesliga
- Serie A
- Serie B
- K-League
- Ligue 1
- Ligue 2
- Major League Soccer
- Eredivisie
- Tippeligaen
- Portugalska SuperLiga
- Scottish Premier League
- Primera
- Segunda
- Allsvenskan
- Swiss Axpo

### Rest of World
Rest of World (hr: "Ostatak svijeta") liga je gdje su poznatiji klubovi iz liga koje nisu gore navedene. 

Klubovi u Rest of Worldu na FIFA-i Football 2004:
- AC Sparta Prag
- SK Sigma Olomouc
- Galatasaray
- Legia Warszawa
- Polonia Warszawa
- Wisła Kraków
- Olympiakos
- PAOK FC
- Panathinaikos
- Paniliakos
- Boca Juniors
- River Plate
- Club América
- CF Monterrey
- Club Toluca
- U.N.A.M.
- UANL Tigres1

### Reprezentacije
| - Argentina - Australija - Austrija - Belgija - Brazil - Kamerun - Kina - Kostarika - Hrvatska - Češka - Danska - Engleska | - Finska - Francuska - Njemačka - Grčka - Mađarska - Italija - Meksiko - Nigerija - Norveška - Paragvaj - Poljska - Portugal - Irska | - Južna Koreja - Rusija - Škotska - Senegal - Slovenija - Španjolska - Švedska - Švicarska - Tunis - Turska - SAD - Urugvaj |